# Somatina transfigurata
Somatina transfigurata är en fjärilsart som beskrevs av Louis Beethoven Prout 1922. Somatina transfigurata ingår i släktet Somatina och familjen mätare. Inga underarter finns listade i Catalogue of Life.